# Arie Eikelboom
Arie Eikelboom (Rotterdam, 8 juni 1948) is een Nederlands organist en componist.

## Levensloop

### Jeugd en opleiding
Eikelboom behaalde in 1967 zijn Gymnasium‑A diploma waarna hij ging studeren aan het Rotterdams Conservatorium. Hij behaalde daar achtereenvolgens zijn diploma's voor protestantse kerkmuziek als koorleider en organist, schoolmuziek en orgel en methodiek- en continuo klavecimbel. Hij voltooide zijn studie muziekwetenschappen aan de Rijksuniversiteit in Utrecht. Op  29 november 2007 promoveerde hij bij Prof. Dr. A.L. Molendijk en Dr. J.R. Luth aan de Rijksuniversiteit Groningen tot doctor in de Godgeleerdheid en Godsdienstwetenschappen het proefschrift 'Jesu, meine Freude BWV 227 van Johann Sebastian Bach: een praedicatio sonora'.

### Loopbaan
Eikelboom werd in 1969 benoemd tot organist van de Opstandingskerk in Schiedam en als cantor van de Ichthuskerk in Vlaardingen. Hierna werd hij cantor-organist van de Morgensterkerk in Dordrecht en de Pauluskerk in Amstelveen. Hij was van 1975 tot 2014 cantor-organist van de Maranathakerk in Den Haag. Daarnaast was hij 30 jaar lang dirigent van het kamerkoor Magister Cantat dat regelmatig te zien was bij de NCRV-serie Woord op Zondag. Hij leidde voor de IKON ook uitvoeringen van Die Ostergeschichte van de Duitse organist Siegfried Reda en koorwerken van Ina Lohr. Voor de NCRV voor de hij het kamerkoor "Requiem" uit. In 1976 werd hij muziekdocent aan de Kweekschool met den Bijbel in Rotterdam. Hij was tussen 1978 en 2013 docent hymnologie, cantoraat en algemene vakken en treed bij de Protestantse Theologische Universiteit op als gastdocent voor kerk muzikale vakken. Hij is sinds 2006 actief als docent kerkmuziek Hogeschool Gorinchem IDE.
Eikelboom werd in 2005 benoemd tot Ridder in de orde van Oranje Nassau.

## Bladmuziek
- Alle eer en alle glorie
- Jezus diep in de woestijn
- Wat vrolijk over ons
- Wij geloven één voor één
- Gij zijt in glans
- In U zijn wij geborgen
- Zij zit als een vogel
- Zal er ooit een tijd
- God die ons aan elkaar
- Als wij weer het brood gaan breken
- De hoge God zij alle eer
- Heel de schepping, prijs de Heer
- O God die uit het water
- Wat vraagt de Heer nog meer van ons